# Isochlora
Isochlora (лат.) — род чешуекрылых (бабочек) из семейства совок.

## Описание
Бабочки зелёной, лимонно-жёлтой, серой, желтовато- или красновато-серой окраски. Глаза часто редуцированы, у вида Isochlora sericea глаза элипсоидные. Летают в светлое время суток.

## Классификация
Описан Отто Штаудингером в 1882 году. В мировой фауне насчитывается около 40 видов.
- I. chloroptera Hampson, 1894
- I. grumi Alphéraky, 1892
- I. herbacea Alphéraky, 1895
- I. leuconeura Püngeler, 1904
- I. longivitta Püngeler, 1901
- I. maxima Staudinger, 1888
- I. metaphaea Hampson, 1906
- I. straminea Leech, 1900
- I. tschitaensis Daniel, 1953
- I. viridis Staudinger, 1882
- I. xanthiana Staudinger, 1895
- I. xanthisma Chen, 1993
- I. yushuensis Chen, 1993

## Распространение
Встречаются преимущественно в степных и горных районах Центральной Азии, один вид отмечен на Аляске.